# Boy Hayje
Johan „Boy” Hayje (ur. 3 maja 1949 roku w Amsterdamie) – holenderski kierowca wyścigowy.

## Wyniki w Formule 1
| Legenda oznaczeń w tabelach wyników Wyświetl szablon na nowej stronie | Legenda oznaczeń w tabelach wyników Wyświetl szablon na nowej stronie                                                                     |
| Oznaczenie                                                            | Wyjaśnienie |
| --------------------------------------------------------------------- | --- |
| Złoty                                                                 | Zwycięzca lub mistrzostwo |
| Srebrny                                                               | 2. miejsce lub wicemistrzostwo |
| Brązowy                                                               | 3. miejsce lub II wicemistrzostwo |
| Zielony                                                               | Ukończył, punktował (w klasyfikacji generalnej, gdy zdobył co najmniej jeden punkt na przestrzeni sezonu, poza trzema powyższymi opcjami) |
| Niebieski                                                             | Ukończył, nie punktował (w klasyfikacji generalnej, gdy nie zdobył co najmniej jednego punktu na przestrzeni sezonu)                      |
| Czerwony                                                              | Nie zakwalifikował się (NZ) |
| Czerwony                                                              | Nie prekwalifikował się (NPK) |
| Różowy                                                                | Nie ukończył (NU) |
| Różowy                                                                | Niesklasyfikowany (NS) (w klasyfikacji generalnej, gdy nie został sklasyfikowany w żadnym wyścigu sezonu)                                 |
| Czarny                                                                | Zdyskwalifikowany (DK) |
| Czarny                                                                | Wykluczony (WYK/EX) |
| Biały                                                                 | Nie wystartował (NW) |
| Biały                                                                 | Kontuzjowany (K/INJ) |
| Biały                                                                 | Wyścig odwołany (OD/C) |
| Bez koloru                                                            | Został wycofany (WYC/WD) |
| Bez koloru                                                            | Nie przybył (NP/DNA) |
| Bez koloru                                                            | Nie brał udziału w treningach (NT/DNP) |
| Bez koloru                                                            | Nie został zgłoszony (–) |
| Pogrubienie                                                           | Start z pole position |
| Kursywa                                                               | Najszybsze okrążenie wyścigu |
| †                                                                     | Nie ukończył, ale jego rezultat został zaliczony ze względu na przejechanie więcej niż 90% dystansu wyścigu.                              |
| *                                                                     | Sezon w trakcie |
| 1/2/3                                                                 | Punktowana pozycja w sprincie kwalifikacyjnym                                                                                             |
| Lista systemów punktacji Formuły 1                                    | |

| Rok  | Zespół               | Bolid      | Silnik      | 1     | 2     | 3      | 4     | 5      | 6      | 7      | 8      | 9     | 10    | 11    | 12     | 13     | 14    | 15    | 16    | 17    | Pozycja | Punkty |
| ---- | -------------------- | ---------- | ----------- | ----- | ----- | ------ | ----- | ------ | ------ | ------ | ------ | ----- | ----- | ----- | ------ | ------ | ----- | ----- | ----- | ----- | ------- | ------ |
| 1976 | F&S Properties       | Penske PC3 | Cosworth V8 | BRA - | RPA - | USW -  | ESP - | BEL -  | MON -  | SWE -  | FRA -  | GBR - | DEU - | AUT - | HOL NU | ITA -  | KAN - | USA - | JAP - |       | NS      | 0      |
| 1977 | RAM / F&S Properties | March 761  | Cosworth V8 | ARG - | BRA - | RPA NU | USW - | ESP NZ | MON NZ | BEL NS | SWE NZ | FRA - | GBR - | GER - | AUT -  | NED NZ | ITA - | USA - | CAN - | JPN - | NS      | 0      |